# Doug Mitchell Thunderbird Sports Centre
Het Doug Mitchell Thunderbird Sports Centre (voorheen genaamd UBC Winter Sports Centre, ook bekend als UBC Thunderbird Arena) is een stadion op de campus van de Universiteit van British Columbia (UBC), vlak bij Vancouver. Het stadion heeft drie ijsbanen en was de tweede accommodatie voor het IJshockey op de Olympische Winterspelen 2010. Het werd tevens gebruikt voor het sledgehockey op de Paralympische Winterspelen 2010.

## Father Bauer Arena
Het Sports Centre werd rond een oudere hockey-faciliteit gebouwd, genaamd de Father Bauer Arena. Dit gebouw werd in oktober 1963 geopend. Het is vernoemd naar de dominee David Bauer, die samen met Bob Hindmarch het eerste nationale ijshockeyteam van Canada oprichtte voor de Olympische Winterspelen 1964. De UBC Thunderbird Arena verving de Father Bauer Arena als de thuisbasis voor het ijshockeyteam van de UBC Thunderbirds.

## Doug Mitchell Thunderbirds Sports Centre
De grootste ijsbaan beschikt over 5.033 permanente plaatsen. De capaciteit is voor de Olympische Winterspelen uitgebreid met 1.800 plaatsen. De andere twee ijsbanen, genaamd Father Bauer Arena en Rink C, beschikken over respectievelijk 980 en 200 plaatsen.
De bouw begon in april 2006 met de renovatie van de Father Bauer Arena en de toevoeging van een nieuw trainingscomplex. Het nieuwe stadion werd op 7 juli 2006 geopend.
Op 21 augustus 2009 werd het Thunderbird Sports Centre omgedoopt tot het Doug Mitchell Thunderbird Sports Centre ter ere van sportcoach en advocaat Doug Mitchell.